# Ortholfersia macleayi
Ortholfersia macleayi är en tvåvingeart som först beskrevs av Leach 1817.  Ortholfersia macleayi ingår i släktet Ortholfersia och familjen lusflugor. Inga underarter finns listade i Catalogue of Life.